# Cossacks: Art of War
Cossacks: Art of War è un'espansione del videogioco di strategia in tempo reale Cossacks: European Wars, ambientato in Europa fra il XVII secolo e il XVIII secolo, sviluppata da "GSC Game World" e distribuita nel 2002.

## Modalità di gioco
Ci sono 5 campagne riprese dalla storia per il gioco in singolo, relative ognuna ad una nazione tra: "Prussia", "Austria", "Sassonia", "Algeria" e "Polonia"; poi sono presenti alcuni scenari di battaglie del passato (con due nazioni aggiuntive: "Danimarca" e "Baviera").
Inoltre si ha a disposizione un completo Editor di livelli di mappe e scenari, che sono poi utilizzabili soltanto per il gioco in gruppo con modem su LAN o su Internet.